# Digordius trinacris
Digordius trinacris är en tagelmaskart som beskrevs av Kirjanova 1954. Digordius trinacris ingår i släktet Digordius och familjen Chordodidae. Inga underarter finns listade i Catalogue of Life.